# مراتع و جنگل‌های پراکنده کامچاتکا-کوریل
منطقه اکولوژیکی مراتع و جنگل‌های پراکنده کامچاتکا-کوریل (شناسه ووف: پی آ ۰۶۰۳) مناطق ساحلی شبه جزیره کامچاتکا، بخش شمالی جزایر کوریل و جزایر کامندر در خاور دور روسیه را پوشش می‌دهد. این منطقه به خاطر جنگل‌های پراکنده بتولا ارمانی ("توس سنگی") و همچنین مراتع وسیع با گیاهان بلند شناخته می‌شود. این منطقه در قلمرو پالئارکتیک و عمدتاً در زیست‌بوم جنگل‌های شمالی/تایگا با آب و هوای قاره‌ای مرطوب و آب و هوای تابستانی خنک قرار دارد. این منطقه ۱۴۶٬۳۳۴ کیلومتر مربع (۵۶٬۵۰۰ مایل مربع) پوشش می‌دهد. .

## مکان و توضیحات
سواحل کامچاتکا نسبتاً مسطح هستند و توسط جریان سرد دریای اوخوتسک در غرب و جریان کامچاتکای شرقی که در امتداد ساحل شرقی در سمت دریای برینگ جریان دارد، خنک می‌شوند. این منطقه اکولوژیکی شامل جزایر کوریل تا جزیره ارووپ، شمالی‌ترین ۸۰۰ کیلومتر مربع، می‌شود. کیلومترها جزیره که از شبه جزیره امتداد یافته‌اند. جزایر کامندر در ۱۷۵ قرار دارند کیلومتری شرق میانه شبه جزیره در دریای برینگ. این منطقه آتشفشانی است و خاک آن آندوسول (آتشفشانی سیاه) است.

## آب و هوا
آب و هوای این منطقه عمدتاً آب و هوای نیمه قطبی است و فصل خشک ندارد (طبقه‌بندی اقلیمی کوپن، آب و هوای نیمه قطبی (دی اف سی و دی اس اسی). این آب و هوا با تابستان‌های معتدل یا خنک (فقط ۱ تا ۳ ماه بالاتر از ۱۰ درجه سلسیوس (۵۰٫۰ درجه فارنهایت) مشخص می‌شود. و زمستان‌های سرد و برفی (سردترین ماه زیر −۳ درجه سلسیوس (۲۶٫۶ درجه فارنهایت)) با تأثیرات اقیانوسی.
در جنوب ۵۷ درجه شمالی، هیچ لایه منجمد دائمی وجود ندارد که نشان‌دهنده شرایط نسبتاً گرم‌تر است. میزان بارندگی می‌تواند به ۲۵۰۰ برسد. میلی‌متر در سال، در مقایسه با کمترین میزان ۴۵۰ میلی‌متر در دره مرکزی، جایی که کوه‌ها تا حدودی از آن محافظت می‌کنند.

## فلورا
جوامع اصلی گل عبارتند از جنگل‌های کوتوله (عمدتاً توسکا و کاج کوتوله سیبری)، جنگل‌های تنک (توس قاقم و توس سفید ژاپنی)، توندرا (خزه، گلسنگ و درختچه) و برخی از مراتع. گیاهان بلند رایج شامل جیکوبیا کانابیفولیا (گیاه خاردار آلوتی) و فیلیپندولا کامچاتیکا هستند. این گونه‌ها اغلب در دامنه‌های آتشفشانی و خاک‌های غنی از مواد معدنی رشد می‌کنند و نقش مهمی در تثبیت خاک و تغذیه جانوران علف‌خوار دارند.

## جانوران
این منطقه به دلیل جمعیت بسیار بالای خرس‌های قهوه‌ای (بیش از ۱۵۰۰۰ عدد) و شبکه‌های گسترده نهرهایی که از محل‌های تخم‌ریزی ماهی قزل‌آلا پشتیبانی می‌کنند، شناخته شده است. دانشمندان ۱۰۴ گونه ماهی را تنها در منطقه کرونوتسکی ثبت کرده‌اند و فهرست‌برداری از گونه‌ها تازه آغاز شده است. رایج‌ترین ماهی‌های دریایی نزدیک ساحل عبارتند از گوبی، ماهی سبز، ماهی پولاک، شاه‌ماهی و کفشک ماهی. ماهی قزل‌آلای مهاجر شامل صورتی، چام و کوهو می‌شود. سواحل ناهموار برای کلونی‌های پرندگان دریایی مهاجر، به ویژه آنهایی که در این منطقه زمستان‌گذرانی می‌کنند، مهم هستند. پستانداران مهم شامل خرس، گوزن شمالی، سمور (که اکنون در کرونوتسکی محافظت می‌شود)، گرگ و سمور دریایی هستند.
کامچاتکای ساحلی محل تولید مثل آبچلیک منقار قاشقی است که به شدت در معرض خطر انقراض قرار دارد.

## محافظت‌ها
منطقه کرونوتسکی در جنوب شرقی شبه جزیره، یک برنامه انسان و زیست‌کره است.
مناطق حفاظت‌شده فدرال در این منطقه عبارتند از:
- ذخیره‌گاه طبیعی کرونوتسکی. یک منطقه حفاظت‌شده اکولوژیکی کلاس ای یو سی ان (منطقه حفاظت‌شده زاپوودنیک) در جنوب شرقی شبه‌جزیره کامچاتکا (مساحت: ۱۱۴۲۱ کیلومتر مربع)
- ذخیره‌گاه طبیعی کوماندورسکی ("جزایر فرمانده"). یک "ذخیره‌گاه اکولوژیکی دقیق" کلاس ای یو سی ان (یک زاپودنیک) در شرق شبه جزیره کامچاتکا (مساحت: ۳۶۶۴۸ کیلومتر مربع)[۱۰]
- پناهگاه کامچاتکای جنوبی. منطقه‌ای حفاظت‌شده فدرال در نوک جنوبی شبه‌جزیره کامچاتکا. (مساحت: ۳۳۲۰ کیلومتر مربع)[۱۱]